# Ludwig Friedrich Gifftheil
Ludwig Friedrich Gifftheil (Römerstein-Böhringen, 18 oktober 1595 -  Amsterdam, 1661), was een ziener en pacifist die in het begin van de zeventiende eeuw enige navolging kreeg en als voorloper van het piëtisme en de Vijfde monarchisten beschouwd wordt.
Gifftheil was van beroep barbier/chirurgijn en in het begin van de Dertigjarige Oorlog getuige van de bijbehorende verschrikkingen en ontberingen. Dit maakte van hem een gepassioneerde pacifist. Hij was een van de laatste aanhangers van de spiritist Kaspar Schwenckfeld en ijverde voor spiritueel en praktisch christendom, net als Johann Arndt dat deed, en had daarbij scherpe kritiek op de kerk en de theologie van zijn tijd. Zijn broer Abraham (1597-1624), diaken in Hornberg (Zwarte Woud), werd in 1622 op verdenking van ketterij gevangengezet in Urach. Johann kwam als verdediger van zijn broer naar Württemberg, maar werd voor zijn moeite gestraft met dwangarbeid en ontvluchtte. In de overtuiging dat hij geroepen was om Christus aan te kondigen trok hij door Duitsland en Scandinavië. In een reeks pamfletten riep hij de Europese heersers, bestuurders, en de Duitse universiteiten op om boete te doen, ondertekenend met 'de prins Michael van oorlog "(Daniel 12), om de dreigende straf van God te ontlopen.

De laatste jaren verbleef hij in Nederland. Hij staat bekend als een politiek-apocalyptische publicist. Door zijn vele geschriften in het Latijn, Duits, Engels en Nederlands heeft hij invloed gehad op de beweging van de separatistische piëtisten en de Vijfde monarchisten o.a. in het leger van Oliver Cromwell.
- Bibliothèque nationale de France: cb166572725 (data)
- Gemeinsame Normdatei: 122800834
- International Standard Name Identifier: 0000 0000 7864 8158
- Library of Congress Control Number: nr95008464
- Nederlandse Thesaurus van Auteursnamen: 298944553
- Virtual International Authority File: 23032902
- WorldCat: E39PBJyh9Tkvgjdd8qJBhkpMfq